# Муджелло
Міжнародний Автодром Муджелло (італ. Autodromo Internazionale del Mugello) — італійський автомотодром, розташований у регіоні Муджелло поблизу міста Флоренція в області Тоскана.
Довжина траси становить 5 245 м, її становлять 15 поворотів з них 6 правих і 9 лівих. Трасу відрізняє досить велика за довжиною стартова пряма — 1141 м (одна з найдовших серед треків календаря MotoGP), що характеризує трасу як достатньо швидку.
Автодром Муджелло належить відомому автогоночному товариству та виробнику спортивних автомобілів — Ferrari. Цю трасу Ferrari та стайня Scuderia Ferrari використовує для тестів своїх болідів класу Формули 1 та цивільних автомобілів.
27 серпня 2011 року учасники FOTA на черговій своїй зустрічі домовилися про проведення на цій трасі командами Формули 1 гоночних тестів під час гоночного сезону.

## Історія
На початку березня 2015 року споруда була пошкоджена внаслідок урагану, який пронісся над регіоном Муджелло. Швидкість поривів вітру становила 140 км/год (максимальна зафіксована — 189,9). Внаслідок цього було зірвано стільці та дах над трибунами, також була зламана світлофорна арка.